# بری‌تاون (دلاویر)
بری‌تاون (به انگلیسی: Berrytown) یک منطقهٔ مسکونی در ایالات متحده آمریکا است که در شهرستان کنت، دلاویر واقع شده‌است.